# Meerbruchswiesen
Die Meerbruchswiesen sind ein Naturschutzgebiet in der niedersächsischen Stadt Neustadt am Rübenberge in der Region Hannover, in der Stadt Rehburg-Loccum im Landkreis Nienburg/Weser und in der Gemeinde Wölpinghausen und im Flecken Hagenburg in der Samtgemeinde Sachsenhagen im Landkreis Schaumburg.

## Allgemeines
Das Naturschutzgebiet mit dem Kennzeichen NSG HA 190 wurde zum 10. Dezember 1998 ausgewiesen. Seine Größe war mit circa 1020 Hektar angegeben. Davon entfielen 452,9 Hektar auf die Region Hannover, 370,9 Hektar auf den Landkreis Nienburg/Weser und 196,2 Hektar auf den Landkreis Schaumburg. In der Änderungsverordnung aus dem Jahr 2019 wird die Größe mit circa 1000 Hektar angegeben. Der Grund für die Abweichung sind verbesserte Messmethoden.
Das Naturschutzgebiet ist größtenteils Bestandteil des FFH-Gebietes „Steinhuder Meer (mit Randbereichen)“ und des EU-Vogelschutzgebietes „Steinhuder Meer“. Im Osten grenzt es an das Naturschutzgebiet „Westufer Steinhuder Meer“, im Norden und Süden vielfach an die Landschaftsschutzgebiete „Feuchtgebiet internationaler Bedeutung Steinhuder Meer“ in der Region Hannover und den Landkreisen Nienburg/Weser und Schaumburg. Im Westen grenzt es kleinflächig an das Landschaftsschutzgebiet „Steinhuder Meerbach und Nebengewässer (mit Leeser Erlen-Riede)“. Zuständige untere Naturschutzbehörden sind die Region Hannover und die Landkreise Nienburg/Weser und Schaumburg.

## Beschreibung
Das Schutzgebiet liegt westlich und südwestlich des Steinhuder Meeres zwischen den Ortschaften Mardorf, Rehburg-Loccum, Winzlar und Hagenburg im Naturpark Steinhuder Meer. Es stellt eine weiträumige Feuchtniederung unter Schutz, die durch den von West nach Ost ablaufenden Verlandungsprozess des Steinhuder Meeres entstanden ist. Die Niederung war früher von Erlenbruchwäldern auf Niedermoor geprägt und wurde bei winterlichem Hochwasser des Steinhuder Meeres regelmäßig flach überflutet. Heute ist überwiegend unterschiedlich feuchtes Grünland unterschiedlicher Nutzungsintensität vorherrschend, das durch einen Damm vor Hochwasser geschützt ist.

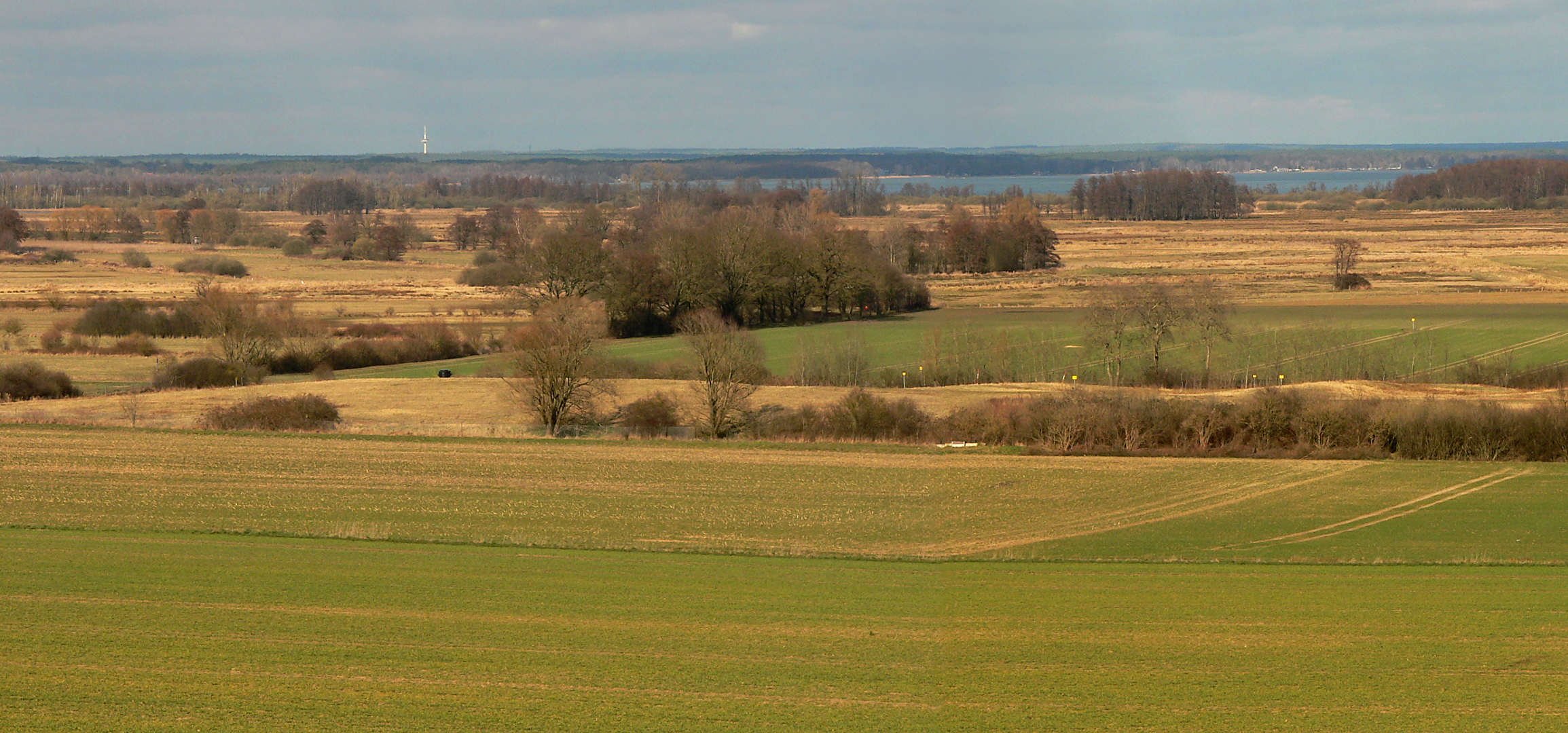
Blick auf die Meerbruchswiesen und das Steinhuder Meer

Die Meerbruchwiesen werden von zahlreichen Gräben durchzogen, die zum Teil in den 1950er-Jahren zur Entwässerung des Gebietes angelegt wurden. Durch die Entwässerungsmaßnahmen wurde die ehemalige feuchtwiesentypische Pflanzen- und Tierwelt weitgehend vernichtet.
Im Norden des Schutzgebietes durchfließt der Meerbach (Steinhuder Meerbach) die Wiesen und Weiden. In den meernahen Bereichen sind ungenutzte Bereiche zu finden. Diese werden von Hochstaudenfluren und Gehölzen geprägt. Ebenfalls zu finden sind Seggenrieder und Röhrichte sowie Hecken und Bäume.
Durch die Unterschutzstellung der Meerbruchswiesen, die ein wichtiges Brut- und Rastgebiet für zahlreiche gefährdete Vogelarten sind, soll das Gebiet für die Tier- und Pflanzenwelt erhalten werden. In dem als Kernzone ausgewiesenen Bereich soll der Niedermoorkörper flächendeckend wiedervernässt werden, um so die Lebensbedingungen für an feuchte Standorte angepasste Lebewesen zu verbessern. An mehreren Stellen sind Kleingewässer für Amphibien und Vögel angelegt worden. Im Norden des Naturschutzgebietes ist ein Beobachtungsturm errichtet worden, von dem aus die Feuchtwiesen gut einsehbar sind.